# Neil Banfield
Neil Anthony Banfield (ur. 20 stycznia 1962 w Londynie) – angielski piłkarz grający na pozycji obrońcy oraz trener.

## Kariera klubowa
Jego pierwszym zespołem był londyński Crystala Palace, w którym występował przez 2 lata. W 1981 roku wyjechał z Anglii do Australii i podpisał kontrakt z miejscowym klubem Adelaide City. Po dwóch latach wrócił na Wyspy Brytyjskie, do klubu Leyton Orient. W 1984 roku w wieku 22 lat przedwcześnie zakończył karierę.

## Kariera trenerska
Od 1997 roku pracował w Arsenalu. Zaczynał jako trener młodzieżówki, zaś później powierzono mu opiekę nad rezerwami.

## Kariera reprezentacyjna
W 1981 roku rozegrał pięć spotkań na młodzieżowych mistrzostwach świata.